# Bund für Schulreform
Der Bund für Schulreform – Allgemeiner deutscher Verband für Erziehungs- und Unterrichtswesen vereinte reformorientierte Lehrer aller Schularten, Vertreter der Schulverwaltungen, Universitätsdozenten und interessierte Laien von 1908 bis 1933. Die Ziele lagen in einer Einheitsschule und akademischen Lehrerausbildung der Volksschullehrer.
Das Verbandsorgan des Bundes war die Zeitschrift „Der Säemann“ (1910–14), in der wichtige Artikel u. a. von Gertrud Bäumer erschienen. Die Zentrale, seit 1911 unter dem Jugendforscher Ernst Meumann, lag in Hamburg. „Deutsche Kongresse für Jugendbildung und Jugendkunde“ wurden reichsweit organisiert, auf denen zentrale pädagogische Fragen erörtert wurden:
- vom 6. bis 8. Oktober 1911 in Dresden mit der Kontroverse von Georg Kerschensteiner und Hugo Gaudig über die Arbeitsschule sowie über Intelligenzproblem und Schule[1][2]
- vom 3. bis 5. Oktober 1912 in München über das Wesen der Bildung, Schultypen und Lehrerausbildung
- vom 4. bis 6. Oktober 1913 in Breslau über den Geschlechterunterschied und die Koedukation

Mitarbeiter waren u. a. der Psychologe William Stern, Kurt Löwenstein, der Schulreformer Wilhelm Wetekamp und Edith Stein als Studierende.
Nach dem Tod Meumanns wurde der Verband unter dem Namen Deutscher Ausschuss für Erziehung und Unterricht am 28. Dezember 1915 zur Dachorganisation von 32 Verbänden im Deutschen Reich umstrukturiert. Der noch aktive Lehrer Peter Petersen übte die Funktion eines „Generalsekretärs“ bzw. „Geschäftsführers“ von 1912 bis 1923 aus. 1916 gab er im Auftrag des „Deutschen Ausschusses für Erziehung und Unterricht“ den Tagungsband „Aufstieg der Begabten“ heraus.
Auch in der Weimarer Republik fanden wichtige Kongresse statt, 1926 in Weimar, 1930 in Wiesbaden. Die Beiträge sind von Georg Ried herausgegeben worden, der nach 1945 wieder eine Rolle im Philologen-Verband spielte. Der Vortrag Theodor Litts 1926 über Grenzen der Pädagogik führte auf die inzwischen klassische Frage: Führen oder Wachsenlassen?